# Pompage-turbinage

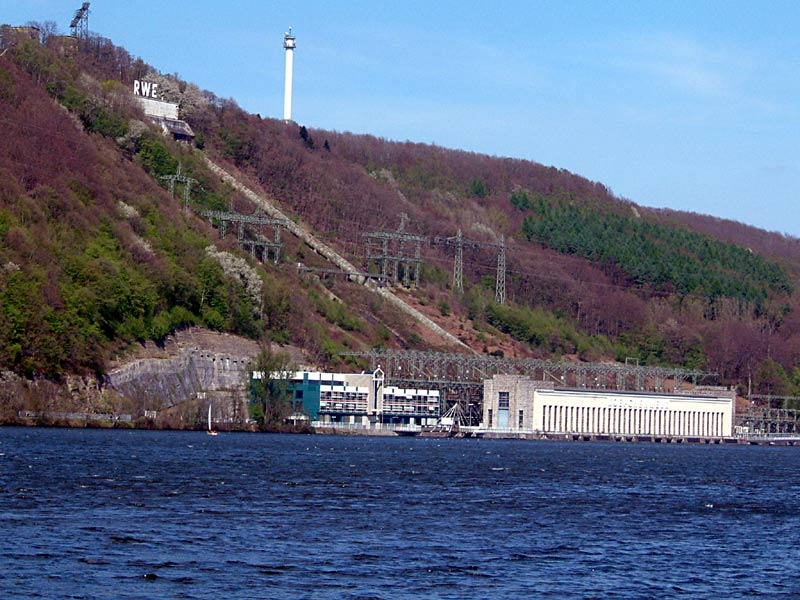
Installation de pompage-turbinage du Koepchenwerk, près de Herdecke, en Allemagne. Elle a été inaugurée en 1930.

Le pompage-turbinage est une technique de stockage de l'énergie électrique consistant à remonter de l'eau (d'un cours d'eau ou d'un bassin) pour la stocker en hauteur dans des bassins d'accumulation quand la production d'électricité dépasse la demande — c'est le pompage —, puis de turbiner l'eau ainsi mise en réserve pour produire de l'énergie électrique lorsque la demande est forte — c'est le turbinage. 
Cette technique participe à l'ajustement entre l'offre d'électricité et la demande. Utilisée pour la première fois en Suisse et en Italie dans les années 1890, elle présentait en 2024 une puissance mondiale installée d'environ 189 GW.
Les centrales de pompage-turbinage sont également appelées STEP pour « stations de transfert d'énergie par pompage » en France, ou « centrales hydroélectriques à réserve pompée » au Québec.

## Principe

Le dispositif avec plusieurs barrages d'accumulation du Drakensberg Pumped Storage Scheme en Afrique du Sud.

Le pompage-turbinage consiste à produire de l'électricité avec une centrale hydroélectrique ayant la particularité d'être réversible. L'eau est soit prélevée du réservoir supérieur pour produire de l'énergie électrique (turbinage), soit remontée du réservoir inférieur vers le réservoir supérieur pour augmenter son énergie potentielle (pompage), ce qui permet de stocker de l'énergie.
- Lors du pompage, de l'électricité est consommée par des moteurs actionnant des turbines-pompes pour déplacer l'eau du niveau inférieur au niveau supérieur.
- Lors du turbinage, l'eau qui descend du niveau supérieur vers le niveau inférieur actionne les turbines reliées aux alternateurs qui produisent de l'électricité.

Un cycle de pompage-turbinage occasionne une perte d'énergie d'environ 15 à 30 %.
Le pompage-turbinage est aussi utilisé pour des utilisations plus complexes disposant de plusieurs barrages d'accumulation. Quand l'électricité est excédentaire sur le réseau, elle est utilisée pour pomper l'eau dans des barrages d'accumulation à plus basses altitudes vers celui à haute altitude. Quand la demande d'électricité est plus forte, le barrage d'accumulation à plus haute altitude turbine l'eau en vallée et produit de l'électricité. L'eau est ainsi turbinée à un autre endroit que celui où elle est pompée.

### Exemple concret
Le plus grand complexe de pompage-turbinage en France est le site de Grand'Maison en Isère. Il est composé de deux réservoirs. Le réservoir supérieur dit lac de Grand'Maison, d’un volume utile de 132 millions de mètres cubes, et le réservoir inférieur dit lac du Verney, 930 mètres plus bas et d’un volume utile de 14,3 millions de mètres cubes.
Le volume maximum disponible est donc de 14,3 millions de mètres cubes en fonctionnement optimum de pompage-turbinage. Il est possible d’aller au delà, mais en régime turbinage simple ou en ajoutant les apports naturels de l'Eau d'Olle. 
En turbinage, la puissance maximum de production électrique est de 1 800 MW. À cette puissance, la « consommation d’eau » est de 216,3 m3/s, soit environ 0,78 million de mètres cubes par heure. En fonctionnement optimal de pompage-turbinage, il faut un peu plus de 18 h pour remplir intégralement le lac inférieur (s’il était vide) et produire 33 000 MWh. 
En pompage, huit des douze groupes sont réversibles. Ils sont capables de remonter 135 m3/s vers le lac supérieur, soit un peu moins d’un demi million de mètres cubes par heure, nécessitant une puissance de 1 270 MW (supérieure à la production d'une tranche nucléaire). Il faut alors un peu plus de 29 h de pompage pour vider le lac inférieur et consommer un peu plus de 37 000 MWh.

## Statistiques mondiales
La puissance installée des centrales de pompage-turbinage atteint 189 412 MW dans le monde fin 2024, dont 58 690 MW en Chine (31 %), 27 470 MW au Japon (14,5 %) et 22 266 MW aux États-Unis (11,8 %) ; ces trois pays rassemblent 57,3 % du total mondial ; la part de l'Europe (56 105 MW) est de 29,6 %.

## Principales centrales

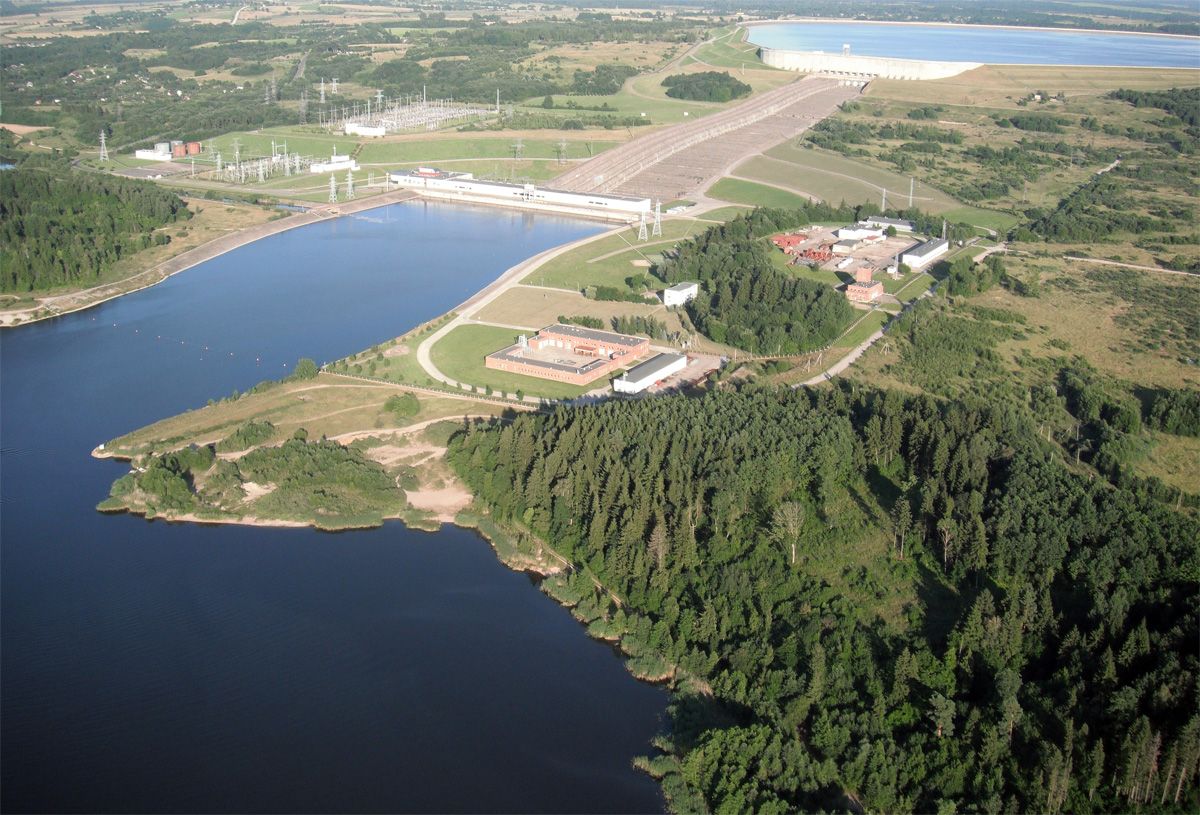
Centrale de pompage-turbinage de Kruonis en Lituanie (900 MW — extension à 1010 MW en construction).

Cette section compare les centrales du point de vue de leur puissance. Elle ne mentionne pas l'énergie totale stockable, critère majeur mais rarement fourni par les sources usuelles.  
En 2024, les pays les mieux dotés en puissance de pompage/turbinage sont :
- Chine : premier pays pour la puissance de ses STEP : 58 690 MW, soit 31 % du total mondial ;
- Japon : 27 470 MW, 14,5 % du total mondial ;
- États-Unis : 22 266 MW, 11,8 % du total mondial ;
- Allemagne : 9 449 MW ;
- Italie : 7 256 MW ;
- Espagne : 5 650 MW ;
- France : 5 187 MW ; les six principales STEP en service représentaient 18 % de la puissance installée hydroélectrique française en 2017 et fournissaient 10 % de la production hydroélectrique française ; elles sont gérées par EDF et sont mobilisables en dix minutes[5] : 
  - barrage de Grand'Maison, Isère, 1 800 MW,
  - centrale de Montézic, Aveyron, 910 MW,
  - centrale de Revin, Ardennes, 800 MW,
  - barrage de Bissorte, Savoie 748 MW,
  - Le Cheylas, Isère,  480 MW,
  - centrale de La Coche, Savoie, 370 MW,
  - lac Noir, Haut-Rhin, 50 MW, arrêtée en 2002 et détruite en 2014,
  - la centrale de Vieux-Pré (4,3 MW), qui utilise les eaux du lac de Pierre-Percée[6].

La plus puissante centrale de pompage-turbinage du monde est celle de Fengning (3 600 MW),, en Chine. Elle est suivie de Bath County (3 003 MW), aux États-Unis (Virginie), puis de Huizhou (2 448 MW) et de Guangzhou (2 400 MW) en Chine.
L'Europe compte 12 des 50 plus importantes STEP au monde :
- au 7e rang, la centrale française de Grand'Maison (1 800 MW) ;
- au 8e rang, la centrale britannique de Dinorwig (1 728 MW) ;
- au 16e rang, la centrale d'Entracque en Italie (1 317 MW) ;
- au 28e rang, la centrale de Coo-Trois-Ponts en Belgique (1 164 MW) ;
- au 30e rang, le complexe de Linth-Limmern (1 140 MW), dans la vallée de la Linth (Suisse), qui comprenait déjà une centrale de pompage-turbinage de 140 MW entre le lac de Limmern et la centrale de Tierfehd, et a été complété par le projet Linthal 2015 qui ajoute (1 000 MW) entre les lacs de Limmern et de Mutt, 600 mètres plus haut[9] ; il a été mis en service en 2016[10] ;
- au 31e rang, la centrale de Vianden (1 096 MW) au Luxembourg ;
- aux 36e et 38e rangs, les centrales allemandes de Goldisthal (1 060 MW) et de Markersbach (1 050 MW) ;
- au 40e rang, la centrale autrichienne de Malta-Reisseck (1 026 MW) ;
- aux 41e, 47e et 48e rangs, les centrales italiennes de Roncovalgrande (1 016 MW), d'Edolo (1 000 MW) et de Presenzano (1 000 MW).

## Potentiel et perspectives
L'Université nationale australienne a publié en 2021 le premier atlas du potentiel de pompage-turbinage. Il identifie plus d'un demi-million de sites potentiels, d'une capacité de stockage totale de 23 000 TWh, soit environ la consommation mondiale annuelle d'électricité. Une autre étude évalue le potentiel de stockage saisonnier du pompage-turbinage d'un coût inférieur à 50 $/MWh à 17 300 TWh. Le National Renewable Energy Laboratory (NREL) estime le potentiel des États-Unis à 2 300 GW de stockage pendant dix heures. En Chine, le gouvernement a fixé des objectifs à long terme de développement du pompage-turbinage : 62 GW en 2025 et 120 GW en 2030 ; Power China compte lancer 200 projets, d'une capacité totale de 230 GW d'ici les années 2030. En Inde, le gouvernement a révisé son estimation du potentiel à 103 GW, dont seulement 4,7 GW sont exploités en 2022.
La Chine visait pour 2020 plus de 40 GW de pompage-turbinage, pour compenser l'intermittence des nombreuses centrales éoliennes et solaire en construction ; 60 GW sont en construction ou en développement en 2019 et la Commission nationale de l'énergie espère atteindre une puissance installée de 90 GW en 2025.
En 2020, la centrale japonaise en construction de Kannagawa devrait prendre le 2e rang mondial avec 2 820 MW.
Entre 2014 et 2020 sont prévus, en Europe, environ 60 projets pour 27 GW, surtout en Espagne et dans les trois pays alpins qui prévoient d'ajouter 11 GW supplémentaires (4 GW en Allemagne, 3,5 GW en Autriche et 3,5 GW en Suisse),.
En France, EDF a achevé la rénovation de deux STEP. Celle de la centrale de La Coche, en Savoie, démarrée en 2017, vise à lui ajouter 20 % de puissance. Le 14 octobre 2019, le PDG d’EDF, Jean-Bernard Lévy, inaugure la nouvelle installation,. Celle de Romanche-Gavet, ouverte en 2010, doit augmenter la productivité du site de 30 %. La centrale hydroélectrique est inaugurée et mise officiellement en service le 9 octobre 2020,.
Le potentiel serait encore de 6 000 MW, dont 2 500 MW en Savoie seule, mais l'imminente mise en concurrence des concessions freine les investissements d'EDF. Les coûts de raccordement au réseau, les problèmes d’acceptabilité des riverains, les contraintes réglementaires et l'éventualité d'une concurrence des batteries électrochimiques sont autant d'obstacles aux nouveaux projets.

### Centrales de pompage-turbinage de bord de mer
Des projets de centrales de pompage-turbinage d'eau de mer ont été proposés dès le lancement de la construction de parcs éoliens en mer. Afin de  compenser l'intermittence de la production des éoliennes, il est nécessaire de leur adjoindre des capacités de stockage de l'électricité excédentaire produite pendant les périodes de grand vent, utilisables en période de vent faible ou de forte demande. Pour minimiser les pertes de transport et les perturbations apportées au réseau électrique par les fortes fluctuations de la production des éoliennes, il est souhaitable de les construire près des fermes éoliennes, d'où l'idée de bâtir des réservoirs au sommet des falaises et des centrales au pied de ces falaises.
Une telle centrale a été construite au Japon, dans l'île d'Okinawa en 1999, sur un dénivelé moyen de 136 mètres et une puissance turbinable de 30 MW utilisable pendant huit heures, mais a été fermée après quelques années d'exploitation[réf. nécessaire].
En France, les STEP, en 2024, ont une puissance cumulée de 4,9 GW et offrent une durée de stockage ne dépassant généralement pas quelques heures (environ 22 GWh pour chaque vidange totale). Or, des périodes froides sans vent ni soleil surviennent plusieurs fois par an dans le pays, qui peuvent durer plus d'une semaine. « Or la puissance installée en nucléaire d’environ 60 GW est nettement inférieure à la demande hivernale de l’hexagone qui varie entre 80 GW et jusqu’à près de 100 GW ». Il faudrait donc idéalement accroître la puissance de STEP du pays.
Plusieurs études ont évalué le potentiel côtier en Manche et en Bretagne. Elles ont mis en évidence une douzaine de sites répondant aux critères de compétitivité : dénivelé d'une centaine de mètres entre la mer comme réservoir bas et un réservoir de 1 à 2 km2 situé à l'écart des villages sur une falaise, puissance installée de 1 à 2 GW pour un investissement de l’ordre de deux milliards d’euros, voisin de celui des STEP de montagne existantes,.
EDF estime le potentiel des STEP marines à 5 000 MW, dont un site en Guadeloupe et un autre à la Réunion. Un projet détaillé a été réalisé par l'ENSEEIHT, qui conclut à la faisabilité technique du projet, à son impact environnemental réduit, mais à son absence de rentabilité dans les conditions actuelles, conclusion qui pourrait cependant changer alors que le coût des contraintes causées par l'intégration dans le réseau de la production des éoliennes croît.
En Belgique, un projet d'île artificielle vise à stocker l'énergie produite par les champs d'éoliennes de la mer du Nord, selon un schéma inverse de celui des STEP de falaise : l'eau d'un puits au centre de l'île serait pompée pour stocker l'énergie excédentaire, puis de l'eau de mer serait turbinée, remplissant le puits, pendant les périodes de vent faible ou de forte demande.

### Centrales de pompage insulaires
La centrale hydro-éolienne d'El Hierro, sur l'île la plus petite de l’archipel des Canaries, située au large du Maroc, est un exemple d’un système combinant éoliennes et pompage-turbinage dans une démarche visant l'autonomie en électricité. Cinq éoliennes et deux bassins sont reliés par des canalisations sur 700 m de dénivelé, fournissant 11,5 mégawatts pour 10 000 habitants. L'énergie produite par les éoliennes en surplus de la demande est stockée pour alimenter le réseau dans les phases de manque de vent. En 2016, la centrale « hydroéolienne » a couvert en moyenne 41 % des besoins d'électricité de l'île ; le taux de couverture a atteint 100 % pendant 500 heures, soit 5,7 % de l'année.

## Prospective, recherche et développement
Leif-Erik Langhans, de la Ruhr-Universität de Bochum, a étudié un système d'éoliennes nativement couplées à une centrale hydraulique de pompage-turbinage. L'énergie éolienne excédentaire sert à amener l'eau dans un bassin surélevé ; cette réserve d'eau est turbinée pour produire de l'électricité en période de faible vent ou de forte demande[réf. nécessaire].
Les systèmes de pompage-turbinage peuvent dans certaines régions être associés à une valorisation de l’énergie des marées, encore peu développés malgré un potentiel important. En 2024, seules deux usines marémotrices de taille industrielle fonctionnent (sur la Rance en Bretagne et à Sihwa en Corée du Sud, qui fournit environ 1 TWh par an). Hors estuaires, le Royaume-Uni envisage (après une étude faite dans les années 2010) un système associant un bassin en mer et une digue adossée à la côte, équipé de turbines bidirectionnelles activées à marée montante puis descendante, de manière prédictible. L’exploitation simultanée de plusieurs sites pourrait en partie lisser l'intermittence de la production, qui peut être importante là où coexistent de fortes amplitudes de marées et une bathymétrie favorable (en Normandie et dans les Hauts-de-France).

### Autres extensions du concept
Des nombreuses idées sont explorées, en particulier en Allemagne :
- stocker de l'énergie potentielle pondérale de l'eau :
  - utiliser d'anciens puits de mines noyés comme sites de pompage/turbinage[31],[32],
  - utiliser les canaux en pompant l'eau des biefs inférieurs vers les biefs supérieurs[33] ;
- stocker l'énergie sous forme de différentiel de pression :
  - plonger des réservoirs de béton à de grandes profondeurs sur le plancher marin, utiliser les excédents d'électricité éolienne pour vider ces réservoirs, et les remplir pendant les heures creuses en turbinant l'eau qui y pénètre sous haute pression[34],
  - dans un sol granitique, détacher à partir de la surface un cylindre de taille importante (1 km de diamètre pour 500 m de haut, dans l'étude) et créer un joint d'étanchéité autour du cylindre. Ensuite injecter de l'eau sous ce cylindre en heures creuses, ce qui stocke de l'énergie en soulevant le cylindre. En heure de grande consommation, ouvrir les vannes pour laisser redescendre ce cylindre et utiliser l'énergie disponible en turbinant l'eau sous pression pour produire de l'électricité[35].

## Principaux fabricants d'équipements hydroélectriques
Le marché est dominé par trois grands acteurs qui totalisent 80 % de la production, mais qui sont confrontés à la concurrence croissante de compagnies de Corée du Sud et de Chine : General Electric renewable energy ( États-Unis) (anciennement Alstom Hydro), Andritz ( Autriche) et Voith Hydro ( Allemagne).

## Utilisation pour l'intégration des énergies intermittentes
L'utilisation de petites centrales à pompage-turbinage a été proposée pour contribuer au stockage d’énergie et à une production flexible décentralisée afin d’intégrer les énergies intermittentes. En pratique cependant, le développement des énergies renouvelables en Europe, en particulier des éoliennes, a plutôt contribué à la réduction de l'usage des centrales existantes à cause de la réduction de l'écart de prix entre la journée et la nuit, indispensable pour rentabiliser les installations étant donné la perte d'énergie provoquée par le cycle pompage-turbinage. Cette réduction d'écart est cependant aussi en partie attribuable à la chute des prix du charbon et de ceux des quotas d'émission de CO2[réf. souhaitée].
Selon une étude de chercheurs de l'Université nationale australienne, exploiter environ 2 % des sites potentiels théoriques de Step « hors-rivière » dans le monde permettrait de résoudre la question de l'intermittence des énergies renouvelables. 
Les ministres responsables de l'énergie des trois pays alpins (Allemagne, Autriche et Suisse), réunis le 5 mai 2012, ont déclaré qu'à l'avenir le développement des énergies renouvelables pour la production d'électricité ne pourrait pas se faire sans un renforcement correspondant des capacités de transport et de stockage, et que la seule technique de stockage à grande échelle actuellement disponible est celle des centrales de pompage-turbinage ; ils se sont engagés à coordonner leurs efforts pour promouvoir cette technique[réf. nécessaire]. Les associations professionnelles du secteur électrique des trois pays ont lancé en commun une initiative pour promouvoir le pompage-turbinage, en réclamant des gouvernements des mesures de facilitation réglementaires et fiscales.
Le rendement global d'une station de pompage-turbinage est de l'ordre de 75–80 %,,,, contre 25-35 % pour le procédé power-to-gas-to-power.